# Home Again (Judy Collins)
Home Again è un album in studio della cantante statunitense Judy Collins, pubblicato nel 1984.

## Tracce
1. Only You (Vince Clarke) – 3:22
2. Sweetheart on Parade (Elton John, Gary Osborne) – 4:42
3. Everybody Works in China (Henry Gross) – 4:24
4. Yellow Kimono (Graham Lyle) – 4:58
5. From Where I Stand (Amanda McBroom) – 3:36
6. Home Again (duet with T. G. Sheppard) (Gerry Goffin, Michael Masser) – 3:36
7. Shoot First Collins) – 6:10
8. Don't Say Love (Randy Goodrum, Brent Maher) – 4:10
9. Dream On (Collins) – 4:23
10. The Best is Yet To Come (Clifford T. Ward) – 2:42